# Agnieszka Wiszniewska-Łaszczych
Agnieszka Wiszniewska-Łaszczych – polska lekarka weterynarii, doktor habilitowany nauk rolniczych.

## Kariera naukowa
W 1999 roku uzyskała tytuł lekarza weterynarii, nadanego przez Uniwersytet Warmińsko-Mazurski w Olsztynie. 24 czerwca 2003 roku ukończyła studia doktoranckie na kierunku nauki weterynaryjne na Uniwersytecie Warmińsko-Mazurskim w Olsztynie na podstawie pracy pt. Porównanie różnych metod izolacji i identyfikacji Mycobacterium paratuberculosis w mleku.
Od 2003 roku zatrudniona jest w Uniwersytecie Warmińsko-Mazurskim w Olsztynie.
19 marca 2021 roku uzyskała stopień doktora habilitowanego nauk rolniczych w dyscyplinie weterynarii na Uniwersytecie Warmińsko-Mazurskim w Olsztynie na podstawie rozprawy pt. Przenoszenie Mycobacterium avium subsp. paratuberkuloza między cielętami - występowanie paratuberkulozy w stadach bydła i jej wpływ na produktywność mleczną.

## Publikacje
- 2006: Występowanie Mycobacterium paratuberculosis w mleku surowym.
- 2007: Światowy Kongres Mleczarski, Szanghaj 2006.
- 2007: Flow cytometry as a metod for the evaluation of raw material, product and process in the dairy industry.
- 2009: Analysis of correlations between the occurrence of anti-MAP antibodies in blood serum and the presence of DNA-MAP in milk.
- 2009: Paratuberkuloza w stadzie bydła mlecznego na Żuławach.
- 2010: A case study of the clinical form of Johne's disease in a heifer.
- 2012: Seroprevalence of Mycobacterium avium subsp paratuberculosis infection in dairy herds in Zulawy, Poland.
- 2015: Modeling the kinetics of survival of Staphylococcus aureus in regional yogurt from goat's milk.
- 2016: Kinetyka wzrostu i przeżywalności Staphylococcus aureus w regionalnym serze podpuszczkowym, dojrzewającym wyprodukowanym z surowego mleka koziego.
- 2016: Clostridium botulinum spores in honey from small apiaries in Poland.
- 2017: Occurrence of faecal shedding of Mycobacterium avium subs. paratuberculosis by calves,
- 2017: Occurrence of faecal shedding of Mycobacterium avium subs. paratuberculosis by calves.
- 2017: Prevalence of Clostridium botulinum type A, B, E and F isolated from directly sold honey in Lithuania.
- 2017: Determination of polymorphism of IS-1311 sequence in Mycobacterium avium subspecies paratuberculosis strains isolated from milk samples.

Opracowano na podstawie źródła:.